# Paulo Romeu Dantas Bastos
Paulo Romeu Dantas Bastos (ur. 20 sierpnia 1955 w Nouva-Soure) – brazylijski duchowny rzymskokatolicki, biskup Alagoinhas w latach 2002–2021, biskup Jequié od 2021.

## Życiorys
Święcenia kapłańskie przyjął 18 maja 1985 i został inkardynowany do diecezji Barreiras. Pełnił funkcje m.in. koordynatora duszpasterstwa diecezjalnego, dyrektora Centrum Powołaniowego, a także (w latach 1997-2002) wikariusza generalnego diecezji.
24 kwietnia 2002 został mianowany przez papieża Jana Pawła II biskupem diecezjalnym Alagoinhas. Sakry biskupiej udzielił mu 27 lipca tegoż roku ówczesny biskup Barreiras, Ricardo José Weberberger.
13 stycznia 2021 papież Franciszek przeniósł go na urząd biskupa diecezjalnego Jequié. Ingres do katedry odbył 19 marca 2021.